# آرون نيغيز
آرون نيغيز إسكلابيز (بالإسبانية: Aarón Ñíguez Esclápez)‏ (مواليد 26 أبريل 1989 في إلتشه، إسبانيا) هو لاعب كرة قدم إسباني يلعب في مركز الجناح، سبق له اللعب مع نادي ملقا ونادي خيريث ونادي رينجرز وسلتا فيغو وريكرياتيفو ونادي ألميريا ونادي إلتشي وسبورتينغ براغا ونادي تينيريفي.

## روابط خارجية
- آرون نيغيز على موقع الاتحاد الدولي (مؤرشف)  (الإنجليزية)
- آرون نيغيز على موقع قاعدة بيانات كرة القدم.إي يو (الإنجليزية)
- آرون نيغيز على موقع Soccerbase.com (لاعب) (الإنجليزية)
- آرون نيغيز على موقع Soccerway.com (الإنجليزية)
- آرون نيغيز على موقع عالم كرة القدم.نت (الإنجليزية)
- آرون نيغيز على موقع AS.com (الإسبانية)